# نقل المدينة
نقل المدينة(بالحروف اللاتينية: M'dina Bus، مدينة باص) كانت عبارة عن مجموعة من شركات خاصة مكلفة بإدارة التنقل بالحافلة في مدينة الدار البيضاء المغربية. تتكون المجموعة من صندوق الإيداع والتدبير (34٪) والهيئة المستقلة للنقل في باريس والشركة القابضة المغربية ترانزانفاست (46٪).

## تاريخ
انطلقت شركة نقل المدينة رسميا يوم 1 نوفمبر 2004 بشبكة تضم 320 حافلة تخدم 42 خطا في جهة الدار البيضاء الكبرى، وتنتمي 110 من هذه الحوافل الثلثمائة وعشرين إلى الهيئة المستقلة للنقل في باريس.
كان رصيد شركة نقل المدينة يتكون فولفو B7R مجهزة بلوحة LED وإيفيكو / تاتا موتورز Eurorider 27A ومجموعة رينو R312 التي كانت تخدم الهيئة المستقلة للنقل في باريس سابقا.
أعلن رئيس مجلس المنطقة الحضرية للدار البيضاء عبد العزيز العمري إن العقد مع شركة نقل المدينة لن يجدد بعد نهاية 2019، نظرا إلى أن الشركة فشلت في التقيد بالتزاماتها. وإبتدءاً من سنة 2019 تم منح صفقة تشغيل حافلات النقل الحضري بالدار البيضاء إلى شركة ألزا.